# スキッド・ロウ (ロサンゼルス)
座標: 北緯34度02分39秒 西経118度14分38秒 / 北緯34.044232度 西経118.243886度
スキッド・ロウ（Skid Row）はロサンゼルス市ダウンタウンの中心部にある地区名、正式にはセントラルシティ・イースト（Central City East）と表記される。路上生活者や薬物中毒者が多く、貧困層やマフィアによる殺人・強盗・強姦・薬物売買などの犯罪多発地区である。第9巡回区控訴裁判所によると、南北を3番通りと7番通り、東西をアラメダストリートとサウスメインストリートに囲まれた区域が、公式なスキッド・ロウの境界とされる。有名な観光スポット・リトルトーキョーの南側に隣接する。
スキッド・ロウを含むダウンタウン（Downtown）は州道110号線の東側、州間高速道路10号線の北側にあたる地域。ダウンタウン西部は行政機関や超高層ビルが建ち並ぶビジネス街となり、ロサンゼルス現代美術館やウォルト・ディズニー・コンサートホールもこの地域にある。ダウンタウン北部には中華街があり、ダウンタウン中心部にあるユニオン駅の南西、ロサンゼルス市庁舎の南、リトルトーキョーの南隣にスキッド・ロウは位置する。ZIPコードは90013, 90014, 90021。スキッド・ロウ（Skid Row）はドヤ街・簡易宿泊街などと訳される。切り出した木材を滑らせて運搬するための枕木（Skid）が敷き詰められた道をスキッド・ロード（Skid Road）と呼び、この単語がそこで働く労働者や生活する街を指す意味合いに転じたものがスキッド・ロウである。この名称はロサンゼルス市以外にも散見される。

## 人口
2000年の人口調査によると、人口は15,974人。住民の人種別内訳は白人18.6%、アフリカ系アメリカ人34.6%、アジア系15.1%、ヒスパニックおよびラティーノ27.9%など。

## ホームレス問題
スキッド・ロウは全米有数の膨大なホームレス人口を抱える地区である。読売新聞によるとその人口は全米最大とされる。非公式な推計によるとホームレス人口はおよそ7,000から8,000に及ぶ。この地区の歩道にはダンボールハウスやテントが並んでいる。
2019年現在もスキッド・ロウの路上生活者は増加傾向にあり、テントのエリアは外部に拡大する傾向にある。